# Groupe VYV
Le groupe VYV est une Union mutualiste de groupe (UMG) créée le 13 septembre 2017. Il est le premier acteur mutualiste de santé et de protection sociale en France,,. Le groupe VYV est issu de l’union de plusieurs acteurs mutualistes et de l’économie sociale et solidaire : Chorum, Harmonie mutuelle, MGEFI (qui a par la suite quitté le groupe mutualiste), la Mutuelle générale de l'Éducation nationale (MGEN), la Mutuelle Mare-Gaillard (MMG), la Mutuelle nationale territoriale (MNT), le groupe Arcade-VYV, VYV3.

## Historique
Le 13 septembre 2017, les délégués de 14 mutuelles et groupements membres des groupes MGEN, Istya et Harmonie se sont réunis en assemblées générales pour créer le groupe VYV,. 
En mars 2018, le groupe VYV crée Kalixia, réseau de soins conventionné.
En décembre 2018, réunis en assemblée générale extraordinaire, les délégués votent en faveur de l’entrée de SMACL Assurances dans le groupe VYV et créent VYV Invest, l’outil qui regroupe les filiales et les participations du groupe.
En juillet 2019, le groupe Arcade et VYV signent un partenariat pour créer une filiale commune nommée Arcade VYV,,.
En novembre 2023, le groupe VYV vend sa filiale Egamo à Ofi Invest.

## Missions
Le groupe VYV a été créé avec l’objectif de constituer un pôle mutualiste de santé et de protection sociale pour apporter des réponses dans le domaine des soins, du logement, de la prévention, etc.

### Soins et accompagnement
VYV3 est un opérateur non lucratif d’offre de soins et d'accompagnement. Il rassemble 1 700 établissements et services, 33 000 salariés, répartis dans 3 pôles d’activités : produits et services, soins, accompagnement. 
Son entité VYV3 Bourgogne a par exemple repris en octobre 2023 Fedosad, une structure de soin en Bourgogne.

### Logement
Le groupe Arcade (4e bailleur social français) et le groupe VYV sont associés afin de construire le groupe Arcade VYV.

## Chiffres clés en juillet 2020
- 45 000 salariés.
- 11 millions d'assurés.
- 69 000 entreprises clientes dont 25 000 collectivités territoriales et 19 ministères et établissements publics à caractère administratif.
- 10 000 élus locaux et militants dont 2 600 délégués élus parmi les adhérents.
- 1 700 établissements et services de soins et d'accompagnement.